# Вибори до Державної думи Росії 2021
Вибори депутатів Державної думи федеральних зборів РФ VIII скликання відбулися в єдиний день голосування 19 вересня 2021 року.
10 березня 2020 року, через внесення Путіним поправок до Конституції РФ, керівник ЛДПР Жириновський запропонував провести дострокові вибори у вересні 2020 року.
Уряд РФ визнає вибори такими, що відбулися, за будь-якої явки, оскільки поріг явки не встановлений.

## Визнання
Низка країн та організацій не визнали голосування на тимчасово окупованих територіях України: зокрема ЄС, США, Британія, Польща, Грузія, Туреччина та Україна..
22 вересня Верховна рада України визнала вибори незаконними.

## Виборча система
Дума обирається строком на п'ять років за змішаною виборчою системою. Половина місць (225) обирається за партійними списками з 5 % виборчим порогом, а інша половина обирається на 225 одномандатних округах.
У пропорційній частині кандидати можуть висуватися тільки політичними партіями. У федеральному списку кандидатів повинно бути не менше 200 і не більше 400 кандидатів. До списку також можуть бути включені кандидати, які не є членами партії, але їх число не повинно перевищувати 50 % від числа кандидатів у списку. Федеральний список кандидатів може бути розділений на загальнофедеральну і регіональну частини. У загальнофедеральну частину списку кандидатів може бути включено не більше 10 кандидатів. Одна регіональна група партії повинна відповідати групі суб'єктів РФ, суб'єкту РФ, одномандатному виборчому округу або групі одномандатних виборчих округів. Регіональна частина федерального списку кандидатів повинна охоплювати всю територію Російської Федерації. Число регіональних груп має бути не менше 35.
У мажоритарній частині (по одномандатних виборчих округах) кандидати можуть висуватися як політичними партіями, так і в порядку самовисування. Для реєстрації кандидат-самовисуванець, як і кандидат від партії, яка не має права брати участь в цих виборах без збору підписів, повинен зібрати підписи не менше 3 % виборців, зареєстрованих в даному виборчому окрузі (або не менше 3 000 підписів, якщо в цьому виборчому окрузі менше ніж 100 000 виборців).
Один і той же кандидат може бути висунутий як за партійним списком, так і по одномандатному виборчому округу, проте в разі його проходження в Держдуму і за партійним списком, і по одномандатному виборчому округу, йому доведеться відмовитися від одного з отриманих місць (за усталеною практикою такий кандидат завжди відмовляється від мандата, заробленого за партійним списком і стає депутатом від округу.

## Вибори у Держдуму РФ на території окупованого Криму
Напередодні виборів до Держдуми РФ на тимчасово окупованих територіях України жителям масово почали видавати паспорти громадян Росії. Вибори в Державну думу РФ пройшли 17-19 вересня 2021 року. Російські пропагандистські ЗМІ повідомили про «міжнародних спостерігачів», які прибули у Крим на вибори до Держдуми. Водночас у МЗС України розповіли, що це не відповідає дійсності. СБУ і прокуратура Автономної Республіки Крим порушили кримінальні справи за фактом незаконної організації та проведення на території окупованого півострова виборів до Держдуми РФ. Фігурантам загрожує до 15 років в'язниці.

## Партії, які мають право брати участь у виборах
Станом на 1 червня 2020 року в Росії зареєстровано 47 політичних партій, 44 з яких мають право брати участь у виборах. При цьому, партії, які отримали на попередніх виборах місця в Державній думі за партійним списком або набрали більше ніж 3 % голосів, а також представлені хоча б в одному з регіональних парламентів, допускаються до участі у виборах в Державну Думу без збору підписів. Решта партій для участі у даній виборчій кампанії повинні будуть зібрати не менше 200 тисяч підписів на свою підтримку.
Офіційний список партій, які мають право брати участь у виборах без збору підписів, буде оголошений перед виборами, проте під час додаткових виборів в Державну думу VII скликання 2019 року таких партій було 13.
- Громадянська платформа
- Російська партія пенсіонерів за соціальну справедливість

- Справедлива Росія
- Яблуко
- Комуністична партія соціальної справедливості

- Єдина Росія
- Зелені
- Комуністи Росії
- Комуністична партія Російської Федерації
- Ліберально-демократична партія Росії
- Партія росту
- Патріоти Росії
- Вітчизна

## Опитування

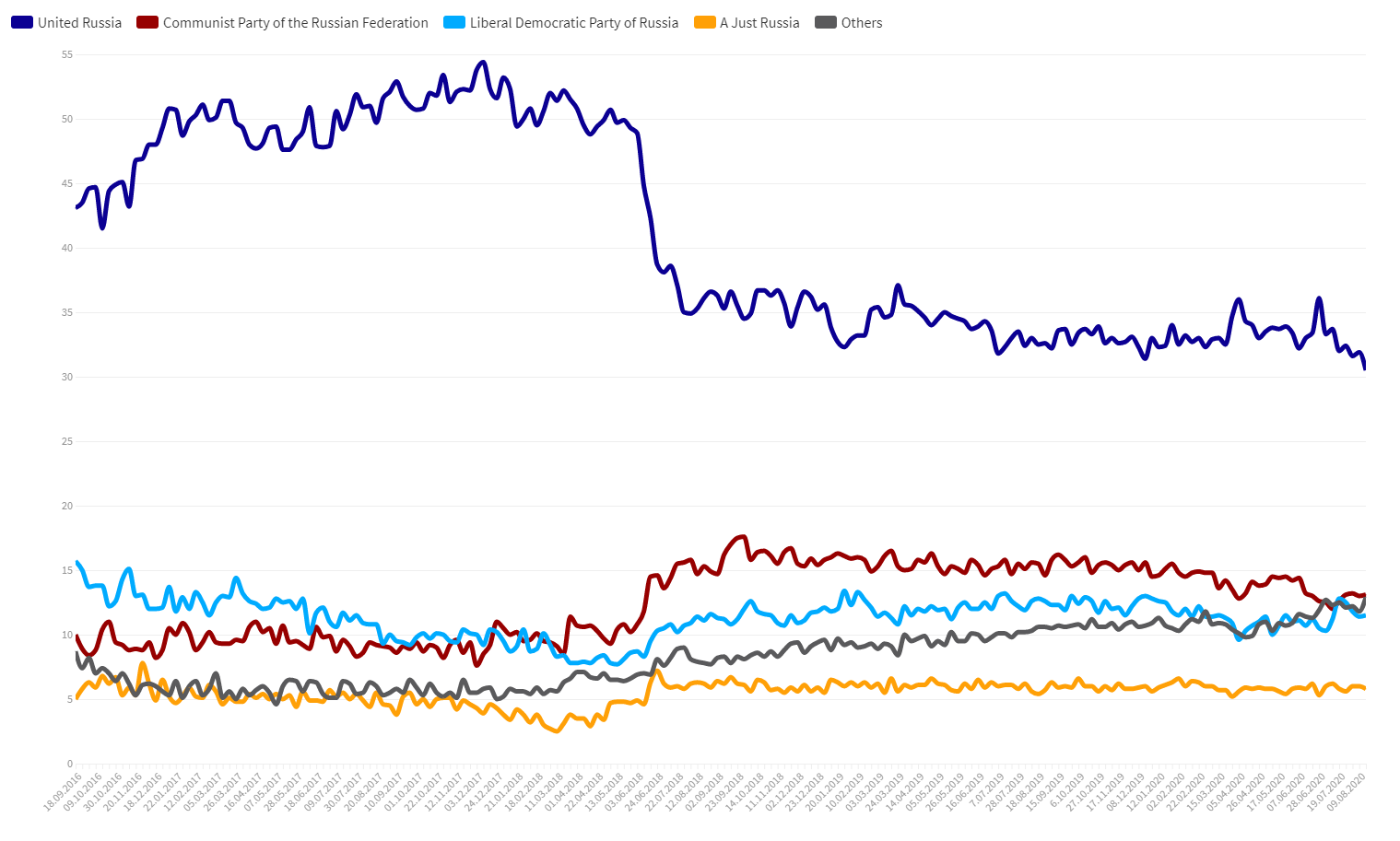
Опитування громадської думки 2016 — серпень 2020

### Опитування 2020
| Дата       | Опитування                                         | Єдина Росія | ЛДПР  | КПРФ | Справедлива Росія | Комуністи Росії | Родина | РПП «За справедливість» | Яблуко | Нові Люди | Зелені | ПАРНАС | інша партія |   |      |
| ---------- | -------------------------------------------------- | ----------- | ----- | ---- | ----------------- | --------------- | ------ | ----------------------- | ------ | --------- | ------ | ------ | ----------- | - | ---- |
| Дата       | Опитування                                         | 11 жовтня   | ВЦИОМ | 33,1 | 11,0              | 12,7            | 6,9    | —                       | —      | —         | —      | —      | —           | — | 11,8 |
| 11 жовтня  | ФОМ [Архівовано 19 жовтня 2020 у Wayback Machine.] | 30          | 10    | 11   | 5                 | —               | —      | —                       | —      | —         | —      | —      | 14          |   |      |
| 4 жовтня   | ВЦИОМ                                              | 33,0        | 11,2  | 12,9 | 6,4               | —               | —      | —                       | —      | —         | —      | —      | 12,8        |   |      |
| 4 жовтня   | ФОМ [Архівовано 20 жовтня 2020 у Wayback Machine.] | 31          | 10    | 12   | 5                 | —               | —      | —                       | —      | —         | —      | —      | 15          |   |      |
| 27 вересня | ВЦИОМ                                              | 32,4        | 11,5  | 13,3 | 6,5               | —               | —      | —                       | —      | —         | —      | —      | 12,7        |   |      |
| 20 вересня | ВЦИОМ                                              | 31,7        | 11,6  | 14,1 | 6,7               | —               | —      | —                       | —      | —         | —      | —      | 13,4        |   |      |
| 13 вересня | ВЦИОМ                                              | 31,5        | 10,7  | 13,5 | 6,0               | —               | —      | —                       | —      | —         | —      | —      | 13,1        |   |      |
| 7 вересня  | Левада-Центр                                       | 31          | 11    | 7    | 3                 | 2               | 1      | 1                       | 1      | 1         | 1      | 1      | 2           |   |      |
| 6 вересня  | ВЦИОМ                                              | 31,5        | 11,7  | 12,8 | 6,4               | —               | —      | —                       | —      | —         | —      | —      | 12,7        |   |      |
| 2 липня    | ВЦИОМ                                              | 36,1        | 10,5  | 12,6 | 5,3               | —               | —      | —                       | —      | —         | —      | —      | —           |   |      |
| 10 березня | Левада-Центр                                       | 28          | 10    | 8    | 3                 | 3               | 1      | 2                       | 1      | —         | 1      | —      | 2           |   |      |

### Результати виборів 2016 року
| Дата | Опитування | Єдина Росія     | ЛДПР                     | КПРФ | Справедлива Росія | Комуністи Росії | Родина | РПП «За справедливість» | Яблуко | Нові Люди | Зелені | ПАРНАС |      |      |
| ---- | ---------- | --------------- | ------------------------ | ---- | ----------------- | --------------- | ------ | ----------------------- | ------ | --------- | ------ | ------ | ---- | ---- |
| Дата | Опитування | 18 вересня 2016 | Вибори до Державної думи | 54,2 | 13,14             | 13,34           | 6,22   | 2,27                    | 1,51   | 1,73      | 1,99   | —      | 0,76 | 0,73 |

## Результати
Вранці 21 вересня ЦВК Росії оголосив про підрахунок 100 % бюлетенів, поданих на виборах в Державну думу, нижню палату російського парламенту.
За попередніми підсумками, «Єдина Росія» набрала 49,8 %, КПРФ — 19 %, ЛДПР — 7,5 %, «Справедлива Росія» — 7,5 %. У Думу вперше з 2003 року пройшла партія «Нові люди» з 5,32 %.
По одномандатних округах «Єдина Росія» перемогла в 198, кандидати від КПРФ стали лідерами в дев'яти округах, «Справедлива Росія» перемогла у восьми, ЛДПР — у двох. Також «Родина», Партія зростання і «Громадянська платформа» здобули перемогу кожна в одному окрузі. Крім того, в Думу проходять п'ятеро самовисуванців.
Явка на виборах згідно офіційних даних склала близько 52 %.
Партія «Єдина Росія», зберегла конституційну більшість у Держдумі, отримавши 324 місця (-19) у нижній палаті російського парламенту.

## Фальсифікації
Вибори проходили в умовах нерівного доступу усіх кандидатів до ЗМІ, адміністративного тиску, та відвертих фальсифікацій на користь провладних кандидатів та партії. За оцінками електорального аналітика, було вкинуто близько 13.807 млн бюлетенів за Єдину Росію, без них показник правлячої партії склав би близько 32 %, при явці 38 %. Найбільше підозр у спостерігачів і опозиції викликала процедура дистанційного електронного голосування, застосована на виборах в Держдуму вперше.
У Ростовській області було масово організовано автобусні тури з ОРДЛО задля голосування на виборах.
У деяких регіонах РФ показник провладної партії і явка склала понад 90 %, зокрема в Чечні явка 93 % та рівень підтримки партія Єдина Росія 96 %.